# هانیبال الخاص
هانیبال الخاص (۲۶ خرداد ۱۳۰۹ کرمانشاه – ۲۳ شهریور ۱۳۸۹ کالیفرنیا)، نقاش، منتقد و مدرس هنری، مترجم و نویسنده آشوری‌تبار اهل ایران بود.
الخاص از نقاشان نوگرای ایران بود که بیش از سی و پنج سال از زندگیش را در آموزش سپری کرد اما همواره نقاشی بر کارهای دیگرش سایه افکنده بود. وی از نقاشان فیگوراتیو ایران به شمار می‌آید و هنرمندی تاثیرگذار بر جریان هنر نوگرای نقاشی ایران بود.
وی برادر ماردوک الخاص، کارگردان و فیلم‌نامه‌نویس است.

## زندگی
وی در ۱۳۰۹ در یک خانواده آشوری در کرمانشاه به دنیا آمد ولی چون پدرش کارمند گمرک بود، هر چند وقت یکبار از شهری به شهری دیگر می‌رفت.
تحصیلات متوسطه خود را در دبیرستان فیروزبهرام گذراند.

## فعالیت هنری
در چهارده سالگی برای اولین بار توسط جوانی به نام آلکسی گیورگیز که نقاشی را در روسیه فرا گرفته بود، با رنگ و روغن آشنا شد. هانیبال با اشتیاق به نزد او می‌رفت و پالت (تخته‌رنگ) او را پاک می‌کرد. رنگ‌ها را برایش می‌چید و به نقاشی‌هایش نگاه می‌کرد؛ و به گفتهٔ خودش «گاهی هم کاغذ و رنگ به من می‌داد و می‌گفت نقاشی کن.»
بعدها او نقاشی را به صورت جدی نزد استاد جعفر پتگر دنبال کرد. وی دو سال و نیم در کلاس پتگر آموزش کلاسیک نقاشی دید و سپس به آمریکا رفت. او در آنجا مشغول تحصیل در رشتهٔ طب شد، اما این رشته رها کرد و ابتدا فلسفه و سپس نقاشی خواند و در رشته ایلستراسیون (تصویرسازی) لیسانس و فوق لیسانس گرفت. در سال ۱۹۵۶ میلادی لیسانس هنرهای تجسمی و در سال ۱۹۵۸ فوق لیسانس همین رشته را از مؤسسه هنر شیکاگو (ایلینوی) گرفت.

## سبک هنری
از همان آغاز کار، هانیبال احساس کرد که انسان برای او از هر موضوع دیگری جالب‌تر است: «خیلی دوست داشتم به قیافه و نگاه آدم‌ها فکر کنم و عمق عواطف، اندوه، تکبر، خودخواهی، مهربانی آن‌ها را دریابم.» و همچنین او گفته بود: «در دانشگاه، از کلاس کشیدن اندام انسان‌ها لذت می‌بردم. بیشتر دوست داشتم بروم در کلاس‌های مدل زنده، نقاشی کنم. در همان کلاس بود که برای اولین بار کارهای ذهنی کردم. آن کار ذهنی پر از صورت‌های آدم بود. تخیلات بیشتر روی کارهایی بود که در آن اندام انسان و چهرهٔ انسان بود، ولی اولین باری که در کارهایم موضوعی را نگه داشتم و تکرارش کردم و بعدها به صورت امضاء کارهای من شد، وفور آدم بود.» به گفتهٔ خودش، او در آغاز کار خیلی بی‌برنامه بود: «یک صورت اینجا و یک صورت آنجا می‌گذاشتم؛ یک اندام را اینجا و یک اندام را آنجا. بعد کم‌کم پرداختم به پیوند آنها، اولین رابطه‌ای که در ایران زیاد به آن برخوردم، صف بود. آدم‌های پشت سر هم ایستاده، صف دراز آدم‌ها. از اینجا تا ابتدا و تا بی‌نهایت، تا قیامت دارند می‌روند و حتی یک زمانی تابلوهایی داشتم که چیزی نبود جز صف‌های مختلف آدم. چپ و راست می‌رفتند تا ناپدید می‌شدند.»
نقاشی‌های فیگوراتیو هانیبال الخاص بخش مهمی از تجربیات هنر مدرن ایران را شکل می‌دهد. این هنرمند آشوری‌تبار، در طول زندگی هنری خود به خوبی توانست روایتگری هنر ایرانی را با تمثیل‌های اسطوره‌ای درآمیزد و با بهره‌گیری از فضاسازی‌های مذهبی ال گرکو و اکسپرسیونیسم مارک شاگال، سبکی را شکل دهد که کاملاً شخصی و در عین حال ایرانی و مدرن است.
برای نقاشی‌های الخاص می‌توان چند محور گوناگون در نظر گرفت؛ نخست وفور فیگور انسانی بر بستر تابلوست. فضا در آثار او با پیکره‌هایی در ابعاد و حالات مختلف لبریز می‌شود و ارتباط میان این چهره‌ها و اندام‌ها ذهن را به سیالیتی روایتگر فرا می‌خواند. دومین شاخصه نقاشی‌های الخاص رنگ‌های درخشان است؛ رنگ‌هایی که کاملاً بازتاب مایه‌های هنر شرقی است. آثاری که مانند فرش‌ها و پارچه‌های شرقی از کنتراست رنگ‌های گرم و سرد با بالاترین خلوص بهره گرفته‌اند و روح اندیشه شرقی را در خود دارند. دیگر ویژگی هنر الخاص، بهره‌گیری از مفاهیم اسطوره‌ای و کهن‌الگوها به عنوان موضوع نقاشی است. با آن‌که هنرمند سال‌های زیادی را در غرب به سر برد، اما هیچ‌گاه دستاوردهای سرزمین مادری خود را رها نکرد و با پشتکاری چشمگیر تلاش کرد سنت‌های ایرانی در روایتگری، اسطوره، تمثیل‌سازی و قصه‌سرایی را در بستری کاملاً مدرن بازآفرینی کند. با وجود رواج سبک‌های تجریدی در دوران حیات هنرمند در غرب، نقاشی‌های الخاص را می‌توان طراحی‌های رنگی‌ای دانست که در فضایی غریب، روایتی نو از قصه‌نگاری را تجسم می‌بخشند.

## تدریس
الخاص در هنرستان پسران، دانشکده هنرهای زیبای دانشگاه تهران، دانشکدهٔ مانتیسلو ایالت ایلینوی آمریکا و دانشگاه آزاد درس داد. هانیبال الخاص چهار کتاب در زمینهٔ آموزش هنر تألیف کرد و برای ده‌ها کتاب طرح روی جلد کشید. او عضو دوره‌های مختلف دوسالانه نقاشی معاصر ایران در دهه ۳۰ و ۴۰ بود و مدت دو سال گالری گیلگمش را که خود بنیان نهاده بود، اداره کرد. در دهه پنجاه نیز چهار سال در روزنامه کیهان نقدی هنری نوشت.
بعد از انقلاب به عضویت شورای هنرمندان و نویسندگان ایران درآمد و در سال ۱۳۵۸ عضو هیئت اجرائی آن شد. او به همراه عده‌ای از هنرمندانی که به حزب توده گرایش داشتند، دیوارهای سفارت آمریکا در تهران را که توسط دانشجویان پیرو خط امام اشغال شده بود با طرح‌ها و نگاره‌های ضدامپریالیستی نقاشی کرد. در سال ۱۳۶۴ به‌دنبال مشکلاتی که در دهه ۶۰ برای روشنفکران و هنرمندان به‌وجود آمده بود از ایران خارج شد و در آمریکا به زندگی خود ادامه داد. سوای هنر نقاشی که دلمشغولی اصلی او بود، هانیبال الخاص به شعر هم عشق می‌ورزید.
از نام آورترین شاگردان او می‌شود به احمد وکیلی، مسعود سعدالدین، نصرت‌الله مسلمیان، نیلوفر قادری نژاد، ناصر پلنگی، بهرام دبیری، هادی ضیاالدینی و محمدعلی بنی اسدی اشاره کرد.

## فعالیت‌های کاری
- برپایی بیش از ۱۰۰ نمایشگاه خصوصی و ۲۰۰ نمایشگاه گروهی در ایران، اروپا، کانادا، آمریکا و استرالیا[۶]

وی ۳۵ سال به تدریس مشغول بود از جمله:
- ۵ سال در هنرستان پسران
- ۶ سال در دانشکدهٔ مانتیسلو ایالت ایلینوی آمریکا با سمت مدیرگروه و دانشیار
- ۱۷ سال در دانشکدهٔ هنرهای زیبای دانشگاه تهران،
- ۷ سال به‌طور موقت در دانشکده هنر دانشگاه آزاد تدریس کرد.

افزون بر تدریس نقاشی او:
- در سال ۱۳۵۹ نگارخانه گیلگمش را در تهران تأسیس کرد و ۲ سال مدیر آن بود.
- از سال ۱۳۵۳ به مدت ۴ سال در روزنامه کیهان نقد هنری نوشت.
- طراحی روی جلد ده‌ها کتاب و مصورسازی اشعار مختلف را انجام داد.
- ۴ کتاب در بارهٔ آموزش هنر تألیف کرد و چندین کتاب به زبان فارسی یا آشوری ترجمه کرد.

## آثار
الخاص تاکنون به جز هزاران تابلوی کوچک و بزرگ، ۳۰۰ متر مربع نقاشی دیواری و نیز ۳ پردهٔ ۱۵ قطعه‌ای و ۴ پردهٔ ۸ قطعه‌ای آفریده‌است. یکی از مهم‌ترین آثار هانیبال تابلوی ۱۵ قطعه‌ای آفرینش می‌باشد. وی در سال ۱۳۸۱ در موزهٔ آزادی ۵۰ سال نقاشی خود را (۳ سال دیرتر) جشن گرفت.
وی که تاکنون برای ده‌ها کتاب روی جلد کشیده و شعر مصور کرده، خود نیز ۴ کتاب در آموزش هنری تألیف کرده‌است.
الخاص علاوه بر نقاشی به ادبیات نیز توجه داشته، چون پدر و عمویش هم هر دو از شعرای به نام زبان آشوری‌اند. به همین علت، پس از مراجعت به ایران و از اوایل دهه چهل شمسی از طریق جلال آل احمد به جامعه ادبی کشور معرفی شد و به جمع روشنفکران فعال کشور پیوست و این روابط را تا پایان عمر نیز حفظ کرد. او هزاران بیت، دوبیتی، هایکو، قصیده، منظومه و غزل سروده و ۱۵۰ غزل حافظ را به زبان آشوری، (همراه با بیش از ۵۰ تصویر از آثار خودش) با حفظ وزن و قافیه و معنا و طنز، ترجمه کرده‌است که حاصل سی سال تلاش پیگیر اوست. از نیما یوشیج، ایرج میرزا، میرزاده عشقی و پروین اعتصامی نیز آثاری را به آشوری برگردانده‌است. از غربت با عشق، نامه‌های هانیبال الخاص به م. آزاد (محمود مشرف آزاد تهرانی)، به کوشش و با مقدمهٔ محمد مفتاحی، انتشارات نگاه، چاپ سوم خرداد۱۳۹۸

## تالیفات
۱۰ داستان کوتاه(منتشرشده در روزنامه‌ها و مجلات)
- مجموعهٔ ۵ جلدی برای مدارس تکنیکی ایران شامل طراحی نقاشی، تاریخ، هنر و مجسمه‌سازی
- ترجمهٔ بیوگرافی آلفارو سیکروس (نقاشی مکزیکی)
- ترجمهٔ ۱۰۰ شعر از کارل سندبرگ
- نوار اشعار انتخاب شده از نیمایوشیج
- ترجمهٔ اشعار قومی آشوری
- تألیف اشعار قومی آشوری
- ترجمه‌های اشعار فارسی با همکاری برایان برگلانه
- تصویرسازی بیش از ۲۰ جلد برای مجموعه‌های منتشر شده
- تصویرسازی بی‌پرده با آفتاب

## نمایشگاه‌ها
تا کنون بیش از ۱۰۰ نمایشگاه اختصاصی و بیش از ۲۰۰ نمایشگاه گروهی در ایران، اروپا، کانادا، آمریکا و استرالیا داشته‌است.
خرداد ۱۳۸۴ گالری هما در تهران هفتاد و پنجمین سال تولد این هنرمند را همراه با مروری بر آثار او برگزار کرد. شهروز نظری منتقد هنری در زمان این نمایش در گفتگو با ایسنا می‌گوید :حضور الخاص را باید بسیار فراتر از نقش نقاشانه در مقام یک مصلح اجتماعی تحلیل کرد، همین جایگاه سبب شده تا همهٔ هنرمندان انقلابی چه با گرایش مذهبی و چه لاییک از جریان آموزشی او بیرون آمده باشند.
- ۱۳۲۷ - شرکت در نمایشگاه خانهٔ ووکس- تهران
- ۱۳۳۲–۱۳۳۷ - نمایشگاهی با شاگردانش در انستیتوی هنر شیکاگو
- ۱۳۳۷ - نمایشگاه سالانه شیکاگو- شیکاگو، ایلی‌نوی
- ۱۳۳۸ - نمایشگاه انفرادی در انجمن ایران و آمریکا
- ۱۳۳۸ - تأسیس گالری گیل‌گمش، اولین گالری هنر مدرن در تهران
- ۱۳۳۹ - نمایشگاه انفرادی در گالری رضا عباسی، تهران
- ۱۳۳۹ - شرکت در بیینال تهران
- ۱۳۴۰–۱۳۴۱ - نمایشگاه‌های انفرادی در گالری گیل‌گمش، تهران
- ۱۳۳۸–۱۳۴۲ - معلم هنرستان عالی پسران
- ۱۳۴۱ - نمایشگاه انفرادی در گالری ژازه، تهران
- ۱۳۴۱- شرکت در بیینال تهران
- ۱۳۴۲ - نمایشگاه انفرادی در کالج وبستر، سنت لوئیس، میسوری
- ۱۳۴۲–۱۳۴۸ - پروفسور دپارتمان هنرهای تجسمی کالج مونتسلو، آلتون، ایلی‌نوی
- ۱۳۴۳ - نمایشگاه انفرادی در دوستانی از خاورمیانه، واشینگتن دی سی
- ۱۳۴۳–۱۳۴۷ - شرکت در نمایش سالانه کالج مونتسلو، آلتون، ایلی‌نوی
- ۱۳۴۷–۱۳۴۸ - رئیس دپارتمان هنرهای تجسمی کالج مونتسلو، آلتون، ایلی‌نوی
- ۱۳۴۸–۱۳۵۹ - استاد دانشگاه تهران، دانشکدهٔ هنرهای زیبا، تهران
- ۱۳۴۹ - نمایشگاه انفرادی در گالری سیحون، تهران
- ۱۳۵۰–۱۳۵۱ - نمایشگاه‌های انفرادی در گالری هنر تهران، ایران
- ۱۳۵۲ - نمایشگاه انفرادی در تالار قندریز، گالری تهران
- ۱۳۵۲–۱۳۵۴- نقد هنری در روزنامهٔ کیهان، تهران
- ۱۳۵۳–۱۳۵۴ - نمایشگاه انفرادی در گالری شیخ، تهران
- ۱۳۵۳–۱۳۵۴ - نمایشگاه انفرادی در گالری شیخ (طراحی و نقاشیدر حضور تماشاچیان)، تهران
- ۱۳۵۸ - نمایشگاه گروهی دانشگاه تهران، تهران
- ۱۳۵۸ - نمایشگاه گروهی حسینیهٔ ارشاد، تهران
- ۱۳۵۸ - نمایشگاه انفرادی انجمن آشوری‌های تهران
- ۱۳۵۹- شرکت در نمایشگاه موزه هنرهای معاصر، تهران
- ۱۳۵۹–۱۳۶۱ - تدریس خصوصی هنر و مکتب‌شناسی هنر در تهران و دانشگاه برکلی، دانشگاه یو-سی-ال-ای (کالیفرنیا)
- ۱۳۵۹–۱۳۶۴ - نمایشگاه‌های خصوصی، تهران
- ۱۳۶۴ - نمایشگاه خصوصی قرن بیستم، ۱۵ قطعه تابلو ۳*۲۹ متر تاریخ قوم آشور، تهران
- ۱۳۶۵ - نمایشگاه انفرادی انجمن آشوری‌های آمریکا، برکلی، کالیفرنیا
- ۱۳۶۶ - نمایشگاه انفرادی در گالری حوریان، اوکلند، کالیفرنیا
- ۱۳۶۷ - نمایشگاه انفرادی در گالری حوریان، سانفرانسیسکو، کالیفرنیا
- ۱۳۶۹ - نمایشگاه انفرادی در کتابخانهٔ آشور بانی‌پال، شیکاگو، ایلی‌نوی
- ۱۳۷۰ - نمایشگاه انفرادی در دانشگاه لایولا، شیکاگو، ایلی‌نوی
- ۱۳۷۱ - نمایشگاه انفرادی در گالری سیحون، تهران
- ۱۳۷۲ - نمایشگاه دونفره با نیلوفر قادری نژاد در گالری افرند، تهران
- ۱۳۷۴ - شرکت در بیینال موزه هنرهای معاصر، تهران
- ۱۳۷۵ - شرکت در نمایشگاه گالری آریا، تهران
- ۱۳۷۱–۱۳۷۸ - استاد هنرهای تجسمی در دانشگاه آزاد اسلامی، تهران
- ۱۳۷۲ - نمایشگاه انفرادی در گالری افرند، تهران
- ۱۳۷۳ - نمایشگاه انفرادی درگالری افرند، تهران
- ۱۳۷۳- نقد هنری در روزنامهٔ همشهری و غیره
- ۱۳۷۴ - نمایشگاه انفرادی در نمایش خصوصی ۱۰۰ عدد آبرنگ (تقدیم به حقوق زنان)
- ۱۳۷۵ - نمایشگاه انفرادی در کالج پامونا، لوس آنجلس، کالیفرنیا
- ۱۳۷۵ - نمایشگاه انفرادی زیگورات‌های عشق، سن‌خوزه، کالیفرنیا
- ۱۳۷۵ - نمایشگاه انفرادی انجمن آشوری‌های لوس‌انجمن (بزرگداشت ۵۰ سال نقاشی)، لوس آنجلس
- ۱۳۷۶ - نمایشگاه انفرادی موزه آزادی تهران (نگاهی به ۵۰ سال نقاشی)، تهران
- ۱۳۷۶ - عضویت در هیئت ژوری بیینال نقاشی موزهٔ هنرهای معاصر تهران
- ۱۳۷۷ - نمایشگاه انفرادی در کلوب ادبی بیت ناهرین، ملبورن، استرالیا
- ۱۳۷۷ - نمایشگاه انفرادی درکلوب ادبی گیل‌کمش، سیدنی، استرالیا
- ۱۳۷۷ - شرکت در نمایشگاه گالری افرند (همراه با شاگردانش)، تهران
- ۱۳۷۸ - نمایشگاه انفرادی گالری الهه(۵۰ سال نقاشی از نیما پدر شعر نو ایران)، تهران
- ۱۳۷۸ - نمایشگاه انفرادی گالری بامداد(۵۰ سال نقاشی)، تهران
- ۱۳۷۸- شرکت در نمایشگاه گالری الهه (همراه با شاگردانش)، تهران
- ۱۳۷۸- عضویت در هیئت ژوری بیینال طراحی موزه هنرهای معاصر تهران
- ۱۳۷۹ - نمایشگاه انفرادی گالری الهه (۵۰ سال نقاشی از نیما پدر شعر نو ایران)، تهران
- ۱۳۷۹ - نمایشگاه انفرادی در موزه جانیک، اینچت، هلند
- ۱۳۷۹ - نمایشگاه انفرادی درکالج ولکس هاشکول، آلمان
- ۱۳۷۹ - سخنرانی در موزهٔ هنر، دانشگاه کلن، آلمان
- ۱۳۷۹ - نمایشگاه انفرادی در هانوور، آلمان
- ۱۳۷۹ - نمایشگاه انفرادی در ویزبادن، آلمان
- ۱۳۷۹ - نمایشگاه انفرادی زیگورات‌های عشق (مجموعه)
- ۱۳۸۰ - نمایشگاه انفرادی تقدیم به پدر شعر معاصر ایران (نیما)، شعر
- ۱۳۸۱ - نمایشگاه انفرادی گالری الهه (نمایشگاه فروغ، شاعر)، تهران
- ۱۳۸۱ - نمایشگاه انفرادی گالری الهه (نمایشگاه شاملو، شاعر)، تهران
- ۱۳۸۲ - نمایشگاه انفرادی گالری الهه (نمایشگاه مجسمه تقدیم به منطق‌الصیر عطار)، تهران
- ۱۳۸۳ - مصور کردن ترجمهٔ غزلیات حافظ
- ۱۳۹۰ - نمایشگاه انفرادی نمایشگاه انفرادی خانهٔ هنرمندان (نمایشگاه هشتادمین سال تولد)، تهران
- ۱۳۹۷ - نمایشگاه گروهی الخاصیسم (الخاص و شاگردانش) در گالری آرتیبیشن، تهران
- هانیبال در نمایشگاه‌هایش با طنز و ابتکارهای مختلف مانند: برقراری چندین نمایش پیشامدی، انتخاب محیط انبار برای نمایشگاه، حواله کردن بیل(!)، نقاشی‌های پر از هزلیات عبید زاکانی و مولوی کوشیده تا سلیقهٔ نمایشگاه روهای مقرراتی را به هم بزند.

## درگذشت
هانیبال الخاص روز سه شنبه، ۲۳ شهریور سال ۱۳۸۹، در سن ۸۰ سالگی درگذشت.
او خرداد ماه ۱۳۸۹ به دلیل بزرگداشتی که شاگردانش در خانه هنرمندان ایران برای وی برگزار کرده بودند، به ایران سفر کرد و تمایل داشت در صورت تأمین هزینه‌های بیماری و بیمه شدن در کشور خود بماند اما به دلیل محقق نشدن این امر، مرداد ماه به آمریکا بازگشت و ۲۳ شهریور به دلیل حاد شدن بیماری سرطانش و کهولت سن در ایالت کالیفرنیای آمریکا در گذشت. درگذشت هانیبال الخاص از قضا با برپایی نمایشگاه «هنر معاصر ایران» در گالری ماه مهر تهران مصادف شد که آثار او را نیز دربرداشت.
وی در مصاحبه‌ای زندگی در هشتمین دهه زندگی خود را معجزه دانسته بود: «معجزه‌ای است چون تعداد بیماریهای من بسیار زیاد است ولی تا این سن رسیده‌ام. تا به حال سه بار قلبم را جراحی کرده‌ام. در کودکی مالاریا گرفتم. کلاً از کودکی خیلی آدم سالمی نبودم. میانگین عمر افراد خانواده‌ام ۶۵ سال بوده و من فعلاً ۱۵ سال بیشتر عمر کرده‌ام. خوب این خیلی خوب است.»

## چند جمله از هانیبال الخاص
- غرب را بی‌فرهنگانه تقلید نکنید، آخرین ایسم مهم‌ترین یا بادوام‌ترین شیوه نیست.
- دروغ کم گفته‌ام و این بزرگ‌ترین دروغم است!
- از سوسیالیستی که پس از مرگ عموی ثروتمندش می‌فهمد پول حلال مشکلات است خوشم نمی‌آید.
- من در نقاشی خود را رنگ‌شناس می‌دانم.
- از کسانی که واژه‌های دهاتی و عمله را به جای ناسزا به کار می‌برند بیزارم.
- اگر من در اروپا ۶۰ سال یک نانوای موفق بودم، احتمالاً برای بزرگداشت من دکانی را با تنوری زیبا هدیه می‌دادند!
- بیایید لااقل در ارومیه از ساختمان‌های خرابه‌تان یا زمین‌های متروک، چهاردیواری دورش بکشید و تابلوهای مرا آنجا بگذارید، من تابلوهای زیادی دارم که به آنجا هدیه کنم.
- هر وقت نگاه می‌کنم که چطور شده که من نقاش شده‌ام، می‌بینم تصادف‌هایی بوده، امکاناتی در کنار من بوده که چه بسا دست خود من هم نبوده، یعنی اتفاق افتاده و من شده‌ام نقاش.
- مردم از آویزان کردن نقاشی چهره ترس روانی دارند. باید این ترس را از بین برد. ما باید به فرهنگ دیواری خود که سطح بسیار نازلی دارد بیندیشیم.
- ادبیات در ایران نقش مهمی دارد و نقاشان برخلاف دیدگاه مدرنیستی باید به روایت توجه کنند.